# Distrito de Mangas
El distrito de Mangas es uno de los quince distritos de la Provincia de Bolognesi, ubicado en el Departamento de Áncash, en el Perú.
Limita al norte con el distrito de La Primavera y el distrito de Pacllón, al sureste con el departamento de Lima y al oeste con l distrito de Canis, Cajamarquilla, Llipa, Raján en la Provincia de Ocros.

## Toponimia
Provendría de la voz quechua mankaq que deriva del verbo mankay = llenar una olla.

## Historia
El distrito fue creado en la época de la independencia y tiene una población estimada mayor a 500 habitantes. Su capital es el centro poblado de Mangas.

## Autoridades

### Municipales
- 2015-2018[1]
  - Alcalde: Raúl Meza Evangelista, del Partido Siempre Unidos.

## Vías de comunicación
- Carretera: Barranca-ruta del río Pativilca-Cañón-hacia Cajatambo.

En Proyecto: Enlazar carretera de Puente Muri-Llaclla-río Achin de Pacllón. Sugerencia formar mancomunidad de municipalidades distritales del valle del río Pativilca.